# S toboj i bez tebja
S toboj i bez tebja (С тобой и без тебя) è un film del 1973 diretto da Rodion Rafailovič Nachapetov.

## Trama
Il film si svolge durante la formazione del potere sovietico. Il ricco contadino Fedor sposa la sua ragazza. Ma è difficile per lei abituarsi alla vita contadina e decide di tornare al suo villaggio natale.